# Ganoina
La ganoina è una sostanza dall'apparenza lucida, simile allo smalto, prodotta dalle scaglie (dette ganoidi) del derma di alcuni pesci per proteggere lo strato esterno delle stesse pur mantenendo l'elasticità dei movimenti del pesce.